# Sainte-Marguerite-de-l'Autel
Sainte-Marguerite-de-l'Autel är en kommun i departementet Eure i regionen Normandie i norra Frankrike. Kommunen ligger i kantonen Breteuil som tillhör arrondissementet Évreux. År 2018 hade Sainte-Marguerite-de-l'Autel 572 invånare.

## Befolkningsutveckling
Antalet invånare i kommunen Sainte-Marguerite-de-l'Autel
Referens:INSEE